# Plagiothecium cordifolium
Plagiothecium cordifolium là một loài rêu trong họ Plagiotheciaceae. Loài này được Lazarenko mô tả khoa học đầu tiên năm 1945.